# 사가 은행
사가 은행(佐賀銀行 사가긴코[*])은 일본의 지방은행이다. 사가현을 주된 영업 지역으로 하고 있다.